# Eugène Buino
Pour les articles homonymes, voir Buino.
Eugène Pierre Marie Buino (Malansac, 7 octobre 1886-en mer, 13 décembre 1917), est un officier de marine français.

## Biographie
Entré dans la Marine en 1902, quartier-maître timonier (1909) puis maître (1916), il est à bord du chalutier armé Paris-II sur les côtes de l'Asie Mineure lorsqu'il est attaqué par les batteries turques le 13 décembre 1917. Désemparé et grièvement blessé, il se bat héroïquement, prend la barre, gouverne et reste à son poste de combat jusqu'à la disparition totale du navire. 

## Hommages
- Une rue de Malansac a été nommée en son honneur
- Un torpilleur porte son nom : Buino.
- Cité pour son héroïsme au Journal officiel (1919)[1].